# Wüstegarten
Wüstegarten es una montaña de los distritos de Waldeck-Frankenberg y Schwalm-Eder en el norte del estado federado de Hesse, en  Alemania. Está en la cordillera de Kellerwald y alcanza una altitud de 675,3 metros.
La montaña se encuentra dentro del parque nacional Kellerwald-Edersee, el único parque nacional de Hesse. Entre las actividades que pueden practicarse figuran senderismo, marcha nórdica, bicicleta de montaña y esquí a campo traviesa.